# Lars Friedner
Lars Fredrik Vilhelm Friedner, född 16 februari 1949 i Uppsala, är en svensk jurist och ämbetsman.

## Biografi
Efter studentexamen 1968 och akademiska studier blev Friedner jur. kand. 1973. Han var anställd vid Statens jordbruksnämnd 1973–1988, Göta hovrätt sedan 1988, hovrättsråd sedan 1994. Han var sekreterare i Kyrkoberedningen 1992–1994 sekreterare i Kyrkomötets besvärsnämnd 1992–1998, rättssakkunnig Svenska kyrkans centralstyrelses arbete med ny kyrkoordning 1996–1998 samt rättschef för Svenska kyrkan 1998–2004. Efter att ha varit tillförordnad generalsekreterare sedan 2002 utsågs han 2004 till generalsekreterare för Svenska kyrkan; en befattning han lämnade efter en schism med kyrkostyrelsen i november 2010. I april 2011 utsågs Friedner till ordinarie domare av regeringen, en så kallad fullmaktstjänst vid Göta hovrätt.

## Utmärkelser
- H.M. Konungens medalj i guld av 12:e storleken (Kon:sGM12, 2013)[5]